# Titularbistum Perdices
Das Bistum Perdices (italienisch diocesi di Perdices, lateinisch Dioecesis Perdicensis) ist ein Titularbistum der römisch-katholischen Kirche.
Es geht zurück auf einen antiken Bischofssitz in der gleichnamigen Stadt Perdices, die sich in der römischen Provinz Mauretania Caesariensis im heutigen nördlichen Algerien befand.
| Titularbischöfe von Perdices |                            | |                   |                  |
| Nr.                          | Name                       | Amt                                                                                                  | von               | bis              |
| 1                            | Moisés Alves de Pinho CSSp | Alterzbischof von Luanda und Altbischof von São Tomé und Príncipe (Angola und São Tomé und Príncipe) | 17. November 1966 | 27. Januar 1971  |
| 2                            | Albert Henry Ottenweller   | Weihbischof in Toledo (USA)                                                                          | 17. April 1974    | 11. Oktober 1977 |
| 3                            | Thomas Joseph Costello     | Weihbischof in Syracuse (USA)                                                                        | 2. Januar 1978    | 15. Februar 2019 |
| 4                            | Stephano Musomba OSA       | Weihbischof in Daressalam (Tansania)                                                                 | 7. Juli 2021      | 7. März 2025     |